# Microstylum rufum
Microstylum rufum är en tvåvingeart som beskrevs av Ricardo 1925. Microstylum rufum ingår i släktet Microstylum och familjen rovflugor.
Artens utbredningsområde är Malawi. Inga underarter finns listade i Catalogue of Life.